# کیم هیون-سونگ
کیم هیون-سونگ (انگلیسی: Kim Hyun-sung؛ زادهٔ ۲۷ سپتامبر ۱۹۸۹) بازیکن فوتبال اهل کره جنوبی است.
از باشگاه‌هایی که در آن بازی کرده‌است می‌توان به باشگاه فوتبال دئگو، باشگاه فوتبال سئول، باشگاه فوتبال بوسان ای‌پارک، و باشگاه فوتبال شیمیزو اس-پالس اشاره کرد.
وی همچنین در تیم ملی فوتبال زیر ۲۳ سال کره جنوبی بازی کرده‌است. هیون-سونگ در مسابقات بین‌المللی در مجموع برندهٔ ۱ مدال برنز شده‌است.